# Lancrans
Lancrans est une ancienne commune française, située dans le département de l'Ain en région Auvergne-Rhône-Alpes. Le 1er janvier 2019, elle devient commune déléguée de Valserhône.
La commune est située dans le parc naturel régional du Haut-Jura ainsi que dans la réserve naturelle nationale de la Haute Chaîne du Jura.

## Géographie
La commune est située dans la vallée de la Valserine à deux kilomètres au nord de Bellegarde-sur-Valserine. Elle se compose de son chef-lieu et des hameaux de Ballon, La Petite-Cote, La Grande-Cote et La Pierre.

### Communes limitrophes
|                        | Confort                  | Collonges |
| Châtillon-en-Michaille | Lancrans                 |           |
|                        | Bellegarde-sur-Valserine |           |

## Histoire
Lancrans a fait partie du chemin des Espagnols, enclave savoyarde entre le Bugey et le pays de Gex de 1601 à 1760.
En 1858, Vanchy et Confort se séparent de Lancrans pour devenir des communes autonomes.
De 1912 à 1937 la commune est desservie par le tramway de Bellegarde à Chézery.
Le 10 septembre 2018, les trois conseils municipaux de Bellegarde-sur-Valserine, Châtillon-en-Michaille et Lancrans adoptent le projet de commune nouvelle de Valserhône. Ceci est validé par arrêté préfectoral le 22 octobre 2018 et entre en vigueur le 1er janvier 2019.

## Politique et administration

### Liste des maires
| Période                                  | Période      | Identité         | Étiquette | Qualité                             |
| ---------------------------------------- | ------------ | ---------------- | --------- | ----------------------------------- |
| maire en 1840                            | ?            | M. Marinet       |           | Avocat, conseiller d'arrondissement |
| juin 1995                                | mars 2008    | Martine Lacroix  |           |                                     |
| mars 2008                                | mars 2014    | Pierre Gavin     |           |                                     |
| mars 2014                                | janvier 2019 | Christophe Mayet | DVD       | Cadre supérieur                     |
| Les données manquantes sont à compléter. |              |                  |           |                                     |

| Période | Période  | Identité         | Étiquette | Qualité |
| ------- | -------- | ---------------- | --------- | ------- |
| 2019    | 2020     | Christophe Mayet |           |         |
| 2020    | 2024     | Françoise Ducret |           |         |
| 2024    | En cours | Benjamin Vibert  |           |         |

## Population et société

### Démographie
L'évolution du nombre d'habitants est connue à travers les recensements de la population effectués dans la commune depuis 1793. Pour les communes de moins de 10 000 habitants, une enquête de recensement portant sur toute la population est réalisée tous les cinq ans, les populations de référence des années intermédiaires étant quant à elles estimées par interpolation ou extrapolation. Pour la commune, le premier recensement exhaustif entrant dans le cadre du nouveau dispositif a été réalisé en 2008.

En 2018, la commune comptait 1 058 habitants, en évolution de +1,93 % par rapport à 2012 (Ain : +5,15 %, France hors Mayotte : +2,11 %).
| 1793  | 1800  | 1806  | 1821  | 1831  | 1836  | 1841  | 1846  | 1851  |
| ----- | ----- | ----- | ----- | ----- | ----- | ----- | ----- | ----- |
| 1 178 | 1 263 | 1 327 | 1 468 | 1 772 | 2 021 | 2 040 | 1 767 | 1 725 |

| 1856  | 1861 | 1866 | 1872 | 1876 | 1881 | 1886 | 1891 | 1896 |
| ----- | ---- | ---- | ---- | ---- | ---- | ---- | ---- | ---- |
| 1 672 | 550  | 546  | 533  | 521  | 504  | 517  | 503  | 551  |

| 1901 | 1906 | 1911 | 1921 | 1926 | 1931 | 1936 | 1946 | 1954 |
| ---- | ---- | ---- | ---- | ---- | ---- | ---- | ---- | ---- |
| 578  | 549  | 581  | 641  | 724  | 760  | 825  | 781  | 820  |

| 1962 | 1968 | 1975 | 1982 | 1990 | 1999 | 2006  | 2008  | 2013  |
| ---- | ---- | ---- | ---- | ---- | ---- | ----- | ----- | ----- |
| 891  | 872  | 836  | 752  | 815  | 935  | 1 005 | 1 025 | 1 030 |

| 2018  | - | - | - | - | - | - | - | - |
| ----- | - | - | - | - | - | - | - | - |
| 1 058 | - | - | - | - | - | - | - | - |

## Économie
Lancrans est située dans l'aire d'appellation du Bleu de Gex.

## Culture locale et patrimoine

### Lieux et monuments

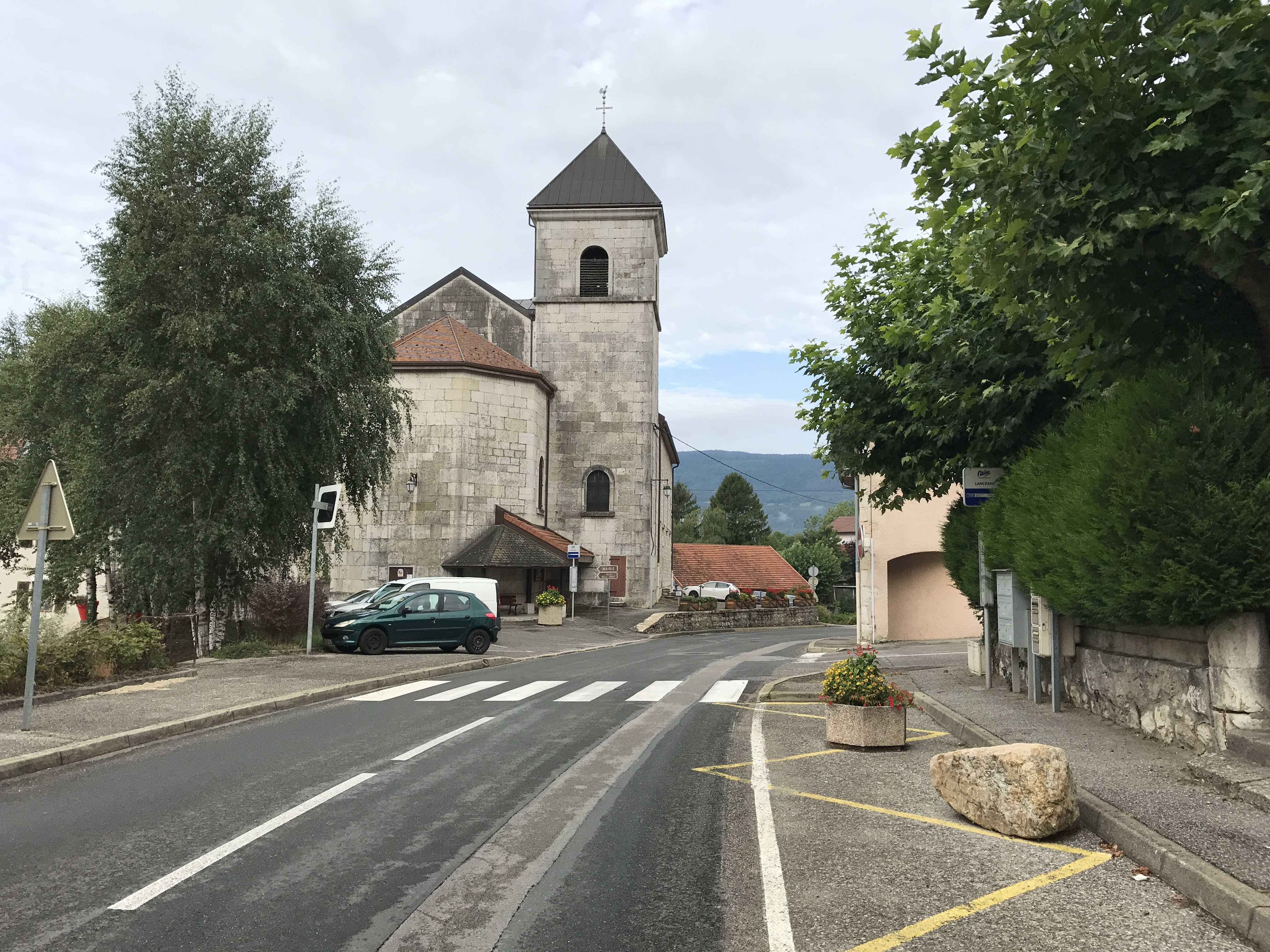
Église Saint-Amand de Lancrans.

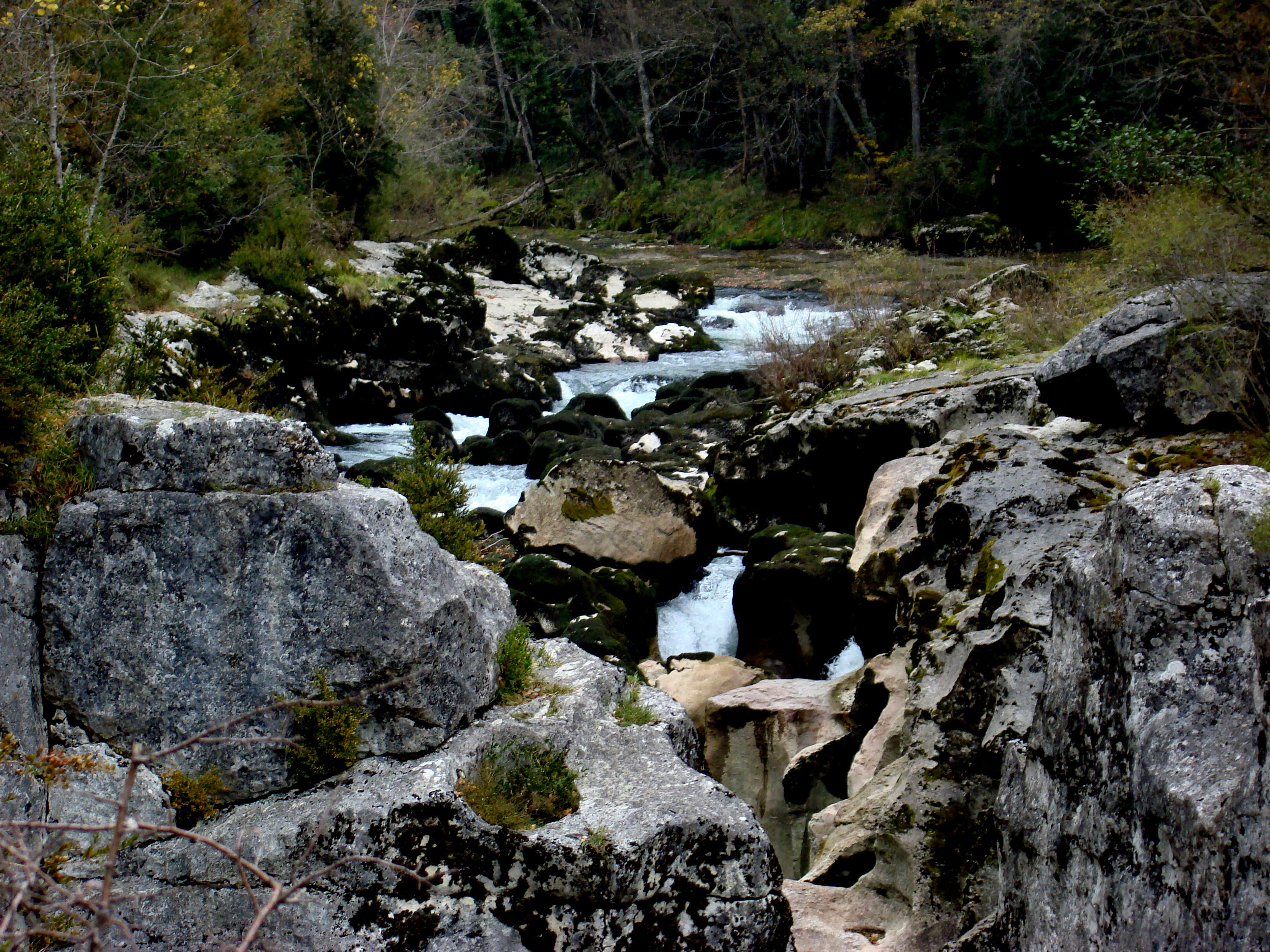
Les pertes de la Valserine.

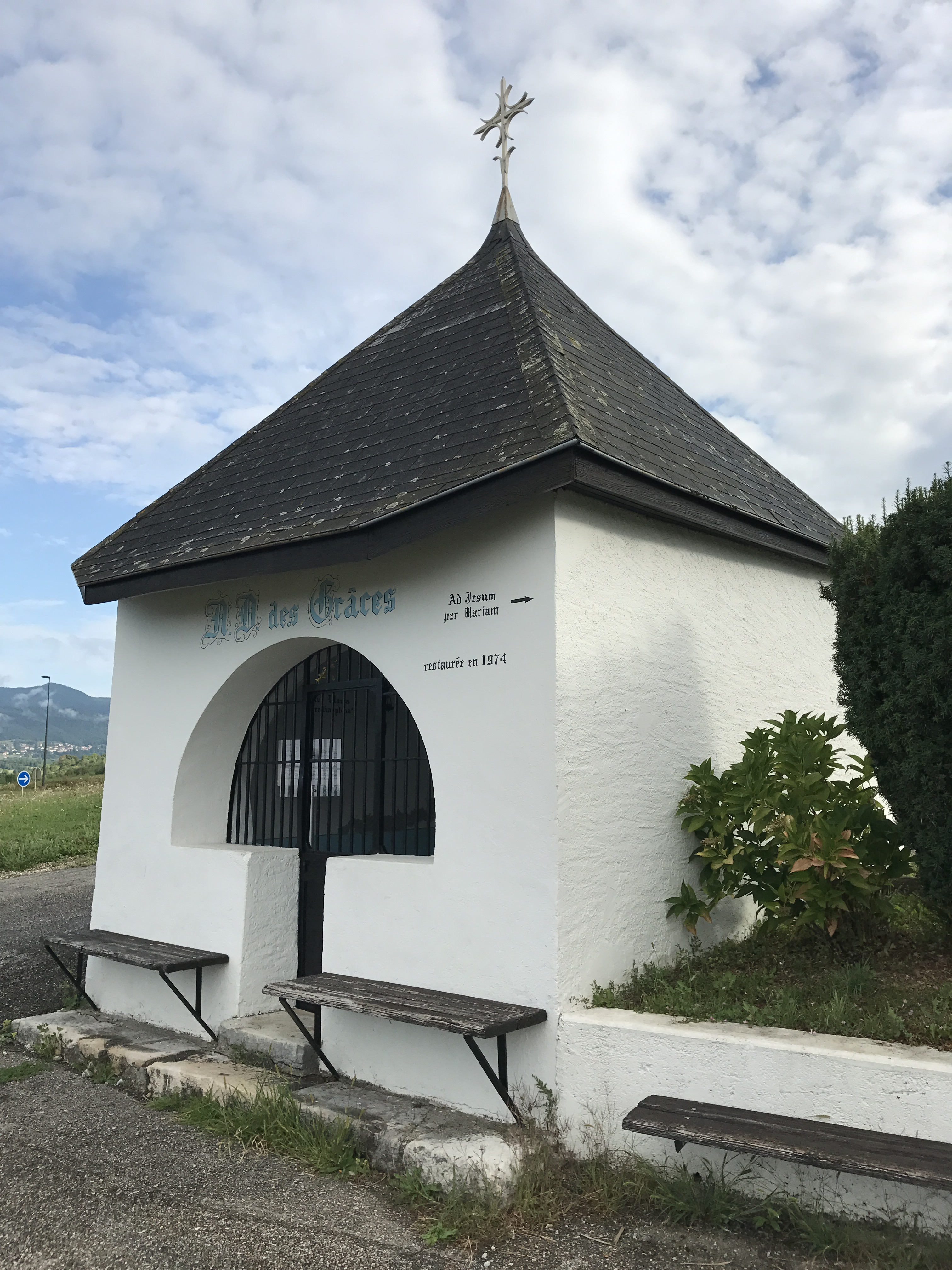
Chapelle Notre-Dame-des-Grâces de Lancrans.

- Site classé des pertes de la Valserine.
- Église Saint-Amand de Lancrans, la Grande Rue.
- Chapelle Notre-Dame-des-Grâces de Lancrans, chemin de la chapelle.
- Ruines du château de Ballon du XIIe siècle, détruit par un éboulement en 1758.

Au XIIe siècle, le château relevait des sires de Gex. À la fin du XIIIe siècle, la suzeraineté parvient au dauphin de Viennois. Le comte de Savoie accorde en 1326 ou 1327 des franchises et des privilèges aux bourgeois du lieu. En 1329, il est occupé par le comte de Savoie.
- Vestiges du château de Confort

Château des sires de Thoire-Villars qui relève au début du XIVe siècle des Dauphins de Viennois. En 1337 il est remis par le Dauphin au comte de Savoie ; les Thoire-Villars obtiennent en échange la seigneurie de Châtillon-de-Cornelle (Boyeux-Saint-Jérôme).